# Col Needham
Colin Needham (Denton, 26 gennaio 1967) è un ingegnere britannico.
È il fondatore del sito IMDb.

## Biografia
Col Needham, nato nella contea della Greater Manchester a Denton, ha iniziato ad interessarsi al mondo della filmografia all'età di soli 5 anni dopo aver vinto un concorso per vedere un film al cinema. Ha frequentato la Audenshaw School e si è poi laureato in ingegneria informatica nel 1988.
IMDb è stata avviata nel 1990, mentre Needham lavorava come ingegnere in Inghilterra nel suo software di elenco dei film su USENET: il portale è poi stato ampliato nel 1996 diventando ImDb. Ha venduto IMDB ad Amazon nel 1998. Il sito ancora oggi ha come unico scopo quello di dare crediti ai film, ai programmi televisivi, ai videogiochi e ai videoclip.
Nel 2002 è stato avviato IMDb Pro, un servizio a pagamento per i professionisti.
Nel 2008 IMDb ha acquisito Box Office Mojo, un sito Web fondato nel 1999 e nello stesso anno è stato acquisito Withoutabox, fondato nel 2000.

## Vita privata
Needham si è sposato molto giovane nel 1989. Ha due figlie gemelle e vive tuttora nel Regno Unito, presso Bristol.